# 140'erne f.Kr.
Århundreder: 3. århundrede f.Kr. – 2. århundrede f.Kr. – 1. århundrede f.Kr.
Årtier: 190'erne f.Kr. 180'erne f.Kr. 170'erne f.Kr. 160'erne f.Kr. 150'erne f.Kr. – 140'erne f.Kr. – 130'erne f.Kr. 120'erne f.Kr. 110'erne f.Kr. 100'erne f.Kr. 90'erne f.Kr.
År: 149 f.Kr. 148 f.Kr. 147 f.Kr. 146 f.Kr. 145 f.Kr. 144 f.Kr. 143 f.Kr. 142 f.Kr. 141 f.Kr. 140 f.Kr.